# Aspilota latidens
Aspilota latidens är en stekelart som beskrevs av Fischer 1973. Aspilota latidens ingår i släktet Aspilota och familjen bracksteklar. Inga underarter finns listade.